# Podoscirtodes consimilis
Podoscirtodes consimilis är en insektsart som först beskrevs av Walker, F. 1869.  Podoscirtodes consimilis ingår i släktet Podoscirtodes och familjen syrsor. Inga underarter finns listade i Catalogue of Life.